# SGO
SGO（またはS.G.O、エスジーオー）は、香港のCelestial Digital Entertainment社が開発したMMORPG。
日本ではSeedC株式会社（当時ブロードゲーム株式会社）が運営し、2004年12月下旬より『スターゲートオンライン（仮）』としてオープンβテストを開始。 約3ヶ月のβテスト期間を経て、2004年3月30日に正式サービス（アイテム課金制）が開始された。
日本国外では、韓国、中国版が『星夢Online』、日本版が『SGO』という名前でサービスが提供されてきた。しかし、日本版SGOは2006年3月13日10時をもって約1年強の歴史に幕を閉じた。

## SGOの特徴
2DクォータービュースタイルのMMORPGで、機甲や合体ロボでの戦闘が特徴的である。
低スペックであってもプレイはできたが、魔法やスキルによるエフェクトが透過するなどグラフィックに凝っていた為、ビデオメモリが少ないと正常に表示が出来ない場合があった。

## ゲーム設定
- キャラクターは、ミク（魔法に特化した種族）、ジン（人間）、マボット（機械種族）から選べる。
- 舞台はニロア星。
- ミクは魔法都市、ジンは騎士城、マボットは機械城からゲームがスタートする。
- 最初のクエストをクリアすると機甲がプレゼントされる。合体ロボの召喚は機甲に乗った状態で行う。
- 通貨単位はD （ディー）。

## ゲームシステム

### 陣営
キャラクターは陣営に所属することができる。デフォルトでは、ミクは魔法陣営、ジンは騎士陣営、マボットは機械陣営に所属させられている。
レベル10以下ならリスク無しで陣営を変更できるが、レベル10を超えている場合は、レベルに応じた多額のゲーム通貨と多くの勲功ポイントを消費する。

### 勲功
レベルアップや、クエストをこなすことでキャラクターに付与されるポイント。
一定のポイントを集めると、様々なアイテムと交換することができる。

### 学会
学会はギルドの事を指す。
10万Dを支払う事で設立することができる。

#### 権限
リーダーは学会のメンバーに対して権限を与えることができる。

##### 代理権限
新規メンバー加入許可、メンバー追放

#### 学会設立の注意点
- 同じ名前の学会が既に存在する場合は設立できない。
- 既に存在する学会の名前を含む学会は設立できない。

例：SGO学会が存在する場合、SGOnline学会は設立できない。
- 学会のリーダーは変更できない。変更する場合は再設立が必要。

### チャット

#### 種類

##### ノーマル
画面に映っているプレイヤー達に対してメッセージを送ることができる。
文字カラーは白。（#FFFFFF）

##### 陣営
自身のキャラクターが所属する陣営のプレイヤーに対してメッセージを送ることができる。
文字カラーは緑。（#A1F887）

##### 学会
自身のキャラクターが所属する学会のプレイヤーに対してメッセージを送ることができる。
文字カラーはオレンジ。（#F8CF3D）

##### パーティ
パーティのメンバーに対してメッセージを送ることができる。
文字カラーは青緑。（#3DF8E2）

##### ささやき
特定のキャラクター（１人）に対してのみメッセージを送ることができる。
文字カラーは黄色。（＃F8F895）

## 問題点

### 通行税
正式スタート間もなく、各陣営の交差する要である「リリア城」に進入する毎に所持金から10Dを引かれる「通行税」が設けられた。プレイヤーは自分の陣営以外では物品の売買が出来なかった為、他陣営側へ出る場合は帰りの通行税10Dを持たずに出てしまうと、閉じ込められてしまい、死亡してセーブポイントへ戻る以外の方法が無かった。
戦闘で消耗した「機甲」を修理できるポイントがマボットの陣営にしかなく、他陣営のキャラクターは通行税+修理費をあらかじめ用意しておかねばならず、公平で快適なプレイの妨げとなっていた。
通行税免除のフリーパスが課金アイテムモールで売り出され、これを売る為の措置であったと思われる。

### 合体
βテスト当初から、行く行くは乗用ロボット「機甲」による３体合体の実装が謳われ、このゲームが他のゲームと一線を画す最大の「ウリ」だったが、実装されたのは正式スタートから一年以上経った、最晩期であり、条件も複雑で、誰もが簡単に楽しめるシステムではなかった。

### 日本版関連
- 雪月花BBS（非公式）現在閉鎖

### 本家版関連
- Celestial Digital Entertainment（開発元）
- 星夢Online（香港版SGO）
- 星夢Online@Wiki（非公式）